# Augsburg-Bahnhofs- und Bismarckviertel
Augsburg-Bahnhofs- und Bismarckviertel bezeichnet einen 119,6 Hektar großen Stadtbezirk, der sich im Zentrum von Augsburg befindet. Er besteht aus den Stadtteilen Bahnhofs-, Beethoven- und Bismarckviertel und gehört zum übergeordneten Planungsraum Innenstadt.

## Geographie
Das Bahnhofs- und Bismarckviertel stellt mit einer Fläche von 1,196 km² den flächenmäßig zweitgrößten Stadtbezirk des Planungsraumes Innenstadt dar; lediglich Am Schäfflerbach ist mit 2,23 km² größer. Der Bezirk wird – im Westen beginnend über Norden verlaufend – von Frölichstraße, Volkhartstraße, Kennedyplatz, Fuggerstraße, Königsplatz, Konrad-Adenauer-Allee, Theodor-Heuss-Platz, Eserwallstraße, Rote-Torwall-Straße, Friedberger Straße, Inverness-Allee, den Eisenbahngleisen Richtung Hauptbahnhof und den Bahnsteigen des Hauptbahnhofs bis zur Pferseer Unterführung begrenzt.

## Demographie
In dem Stadtbezirk lebten am 31. Dezember 2013 6.732 Menschen mit Erst- und Zweitwohnsitz, von denen 3.513 – 52,18 Prozent – Frauen waren. 1.120 der Einwohner hatten zu diesem Zeitpunkt einen ausländischen Pass, was einem Ausländeranteil von 16,64 Prozent entspricht – in etwa der Durchschnitt der gesamten Fuggerstadt.

## Bahnhofsviertel
Hauptartikel: Augsburg-Bahnhofsviertel

## Beethovenviertel
Hauptartikel: Augsburg-Beethovenviertel

## Bismarckviertel
Hauptartikel: Augsburg-Bismarckviertel

## Sehenswürdigkeiten
- Der Augsburger Hauptbahnhof wurde von 1843 bis 1846 von dem Architekten Friedrich Bürklein erbaut und ist heute das älteste Bahnhofsgebäude einer deutschen Großstadt, das sich noch im Originalzustand in Betrieb befindet. Im Zuge des Projektes Mobilitätsdrehscheibe Hauptbahnhof wird der Bahnhof in den nächsten Jahren erheblich um- und ausgebaut.
- Die Synagoge wurde zwischen 1914 und 1917 von den Architekten Fritz Landauer und Heinrich Lömpel erbaut und ist geprägt von Elementen des Jugendstils in Verbindung mit neobyzantinischen und orientalisierenden Details. Obwohl bei den Novemberpogromen am 10. November 1938 in Brand gesteckt, blieb die Synagoge erhalten, da das Feuer wegen der Gefahr des Übergreifens auf eine angrenzende Bank und eine Tankstelle wieder gelöscht wurde. Der Bau wurde von 1976 bis 1984 renoviert und 1985 um ein jüdisches Kulturmuseum erweitert.
- Liste der Baudenkmäler in Augsburg-Bahnhofs- und Bismarckviertel